# Znicz Pruszków (hokej na lodzie)
Znicz Pruszków – polski klub hokeja na lodzie z siedzibą w Pruszkowie. Klub został rozwiązany.

## Historia
Zespół działał jako sekcja klubu Znicz Pruszków. Występował w rozgrywkach II ligi oraz III ligi. Największym osiągnięciem klubu było mistrzostwo II ligi edycji 1994/1995, gdy drużyna pokonała CKH Cieszyn 5:0 (walkower) i 4:3, po czym rywalizowała w barażach z Cracovią – 11. ekipą I-ligowego sezonu 1994/1995, ulegając 3:4 i 4:9.
Drużyna Znicza rozgrywała mecze ligowe w roli gospodarza na warszawskim lodowisku Torwar.
Jako trener pracował w klubie Michał Antuszewicz.

## Sezony
- 1963: II liga – 7. miejsce w Grupie Północnej
- 1966: II liga – 7. miejsce w Grupie Północnej
- 1967: II liga – 4-6. miejsce w Grupie Północnej
- 1968: II liga – 6. miejsce w Grupie Północnej
- 1974: II liga – 8. miejsce w Grupie Północnej, spadek
- 1975: III liga – awans
- 1976: II liga – 8. miejsce w Grupie Północnej
- 1977: II liga – 8. miejsce w Grupie Północnej
- 1978: II liga – 9. miejsce w Grupie Północnej, spadek
- 1981: III liga – awans
- 1982: II liga – 6. miejsce w Grupie Północnej
- 1983: II liga – 2. miejsce w Grupie Północnej, 4. miejsce w turnieju finałowym
- 1984: II liga – ?. miejsce w Grupie Północnej
- 1985: II liga – 10. miejsce
- 1986: II liga – ?. miejsce w Grupie Północnej
- 1987: II liga – ?. miejsce
- 1988: II liga – 7. miejsce
- 1989: II liga – 8. miejsce, formalna degradacja
- 1990: II liga – 7. miejsce
- 1991: II liga – 4. miejsce w Grupie Północnej
- 1992: II liga – 4. miejsce w Grupie Północnej
- 1995: II liga – 1. miejsce, porażka w barażach o I ligę